# آق‌کند (ترتر)
ِآق‌کند (به لاتین: Ağkənd، تا سال ۲۰۱۵ تازه‌کند Təzəkənd) یک منطقه مسکونی در جمهوری آذربایجان است که در شهرستان ترتر واقع شده است.